# 13092 Шредінгер
13092 Шредінгер (13092 Schrödinger) — астероїд головного поясу, відкритий 24 вересня 1992 року.
Тіссеранів параметр щодо Юпітера — 3,700.
Астероїд названо на честь Ервіна Шредінгера, австрійського фізика-теоретика, лауреата Нобелівської премії з фізики (1933), одного із творців квантової механіки.